# 托马斯·洛布

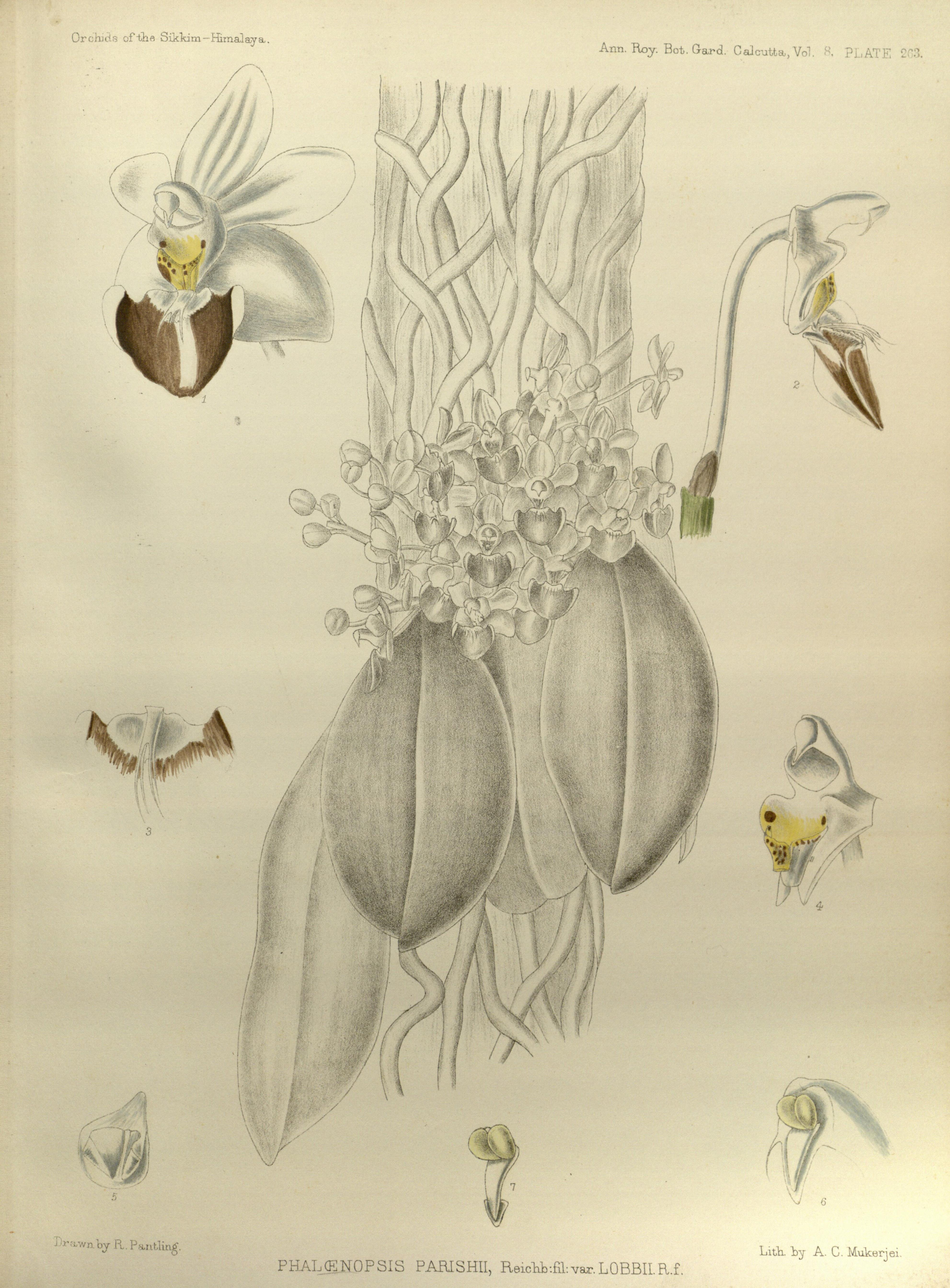
洛布蝴蝶兰

托马斯·洛布（Thomas Lobb，1817年—1894年）为英国植物学家。他就职于印度、印度尼西亚和菲律宾。1845年，他在喜马拉雅山脉东部海拔约1500米处发现了第一种蝴蝶兰属植物——洛布蝴蝶兰（Phalaenopsis lobbii）。